# Prontuario dei nomi locali dell'Alto Adige
El Prontuario dei nomi locali dell'Alto Adige ("Prontuario de nombres locales del Alto Adigio") es una lista de topónimos italianizados de la provincia autónoma de Bolzano que se publicó en 1916 por la Reale Società Geografica Italiana (Real Sociedad Geográfica Italiana). La lista se llamaba de forma abreviada Prontuario y desempeñó un papel muy importante en el proceso de italianización iniciado por los fascistas, ya que era la base para los topónimos oficiales de localidades y distritos de la zona. La obra fue muy criticada por la población de habla alemana de la región, dado que algunos topónimos utilizados tenían poca referencia histórica, o bien eran totalmente inventados, aunque la mayoría eran utilizados por los ladinos (los habitantes originarios del "Alto Adige" antes del año mil).

## Desarrollo
Ya en los años 1890, Ettore Tolomei fundó la revista La Nazione italiana. Quería causar la impresión de que el Tirol del Sur había sido originalmente un territorio italiano, que su historia alemana era simplemente una corta interrupción y que ese territorio pertenecía de hecho a Italia. En 1916, un año después de la entrada de Italia en la I Guerra Mundial, se creó una comisión que trabajó sobre la base del trabajo de Tolomei para traducir los topónimos del "territorio que pronto sería conquistado". La comisión (compuesta por el mismo Tolomei, el Profesor de Botánica y Química Ettore De Togni así como el bibliotecario Vittorio Baroncelli) tradujeron casi 12.000 topónimos y distritos sobre la base del estudio de Tolomei. En junio de 1916 esta lista fue publicada bajo el nombre de Volumen XV, Parte II de las Memorie de la Reale Società Geografica Italiana así como en el Archivio per l'Alto Adige, con Ampezzo e Livinallongo, una publicación anual establecida por el mismo Tolomei. En 1923, tres años después de la unión al Reino de Italia del Tirol del Sur ahora llamado "Alto Adige", los topónimos se italianizaron por real decreto (éstos estaban casi en su totalidad basados en el Prontuario). Los topónimos originales, que fueron restablecidos tras el final de la II Guerra Mundial, aún esperan el mismo reconocimiento legal del que gozan sus traducciones italianas.

## Metodología de traducción
En la traducción de los topónimos, se llevaron a cabo varias de metodologías:
1. Uso de topónimos italianos que existían previamente: p.ej. (Bozen-Bolzano, Meran-Merano);
2. Uso de antiguos nombres de campamentos romanos en el área: p.ej. Sterzing-Vipiteno, proviene del campamento romano llamado Vipitenum;
3. Reducción fonética: En algunos casos, el topónimo podía italianizarse de manera sencilla (normalmente añadiendo una vocal al final del nombre), p.ej. Barbian-Barbiano;
4. Traducción directa: p.ej. Lago Verde por Grünsee; esto era una fuente frecuente de errores; Linsberg se tradujo como Monte Luigi, topónimo utilizado también para la traducción de Luisberg;
5. Derivaciones geográficas: p.ej. Colle Isarco para Gossensass.